# Wiskundige verhandeling in negen secties

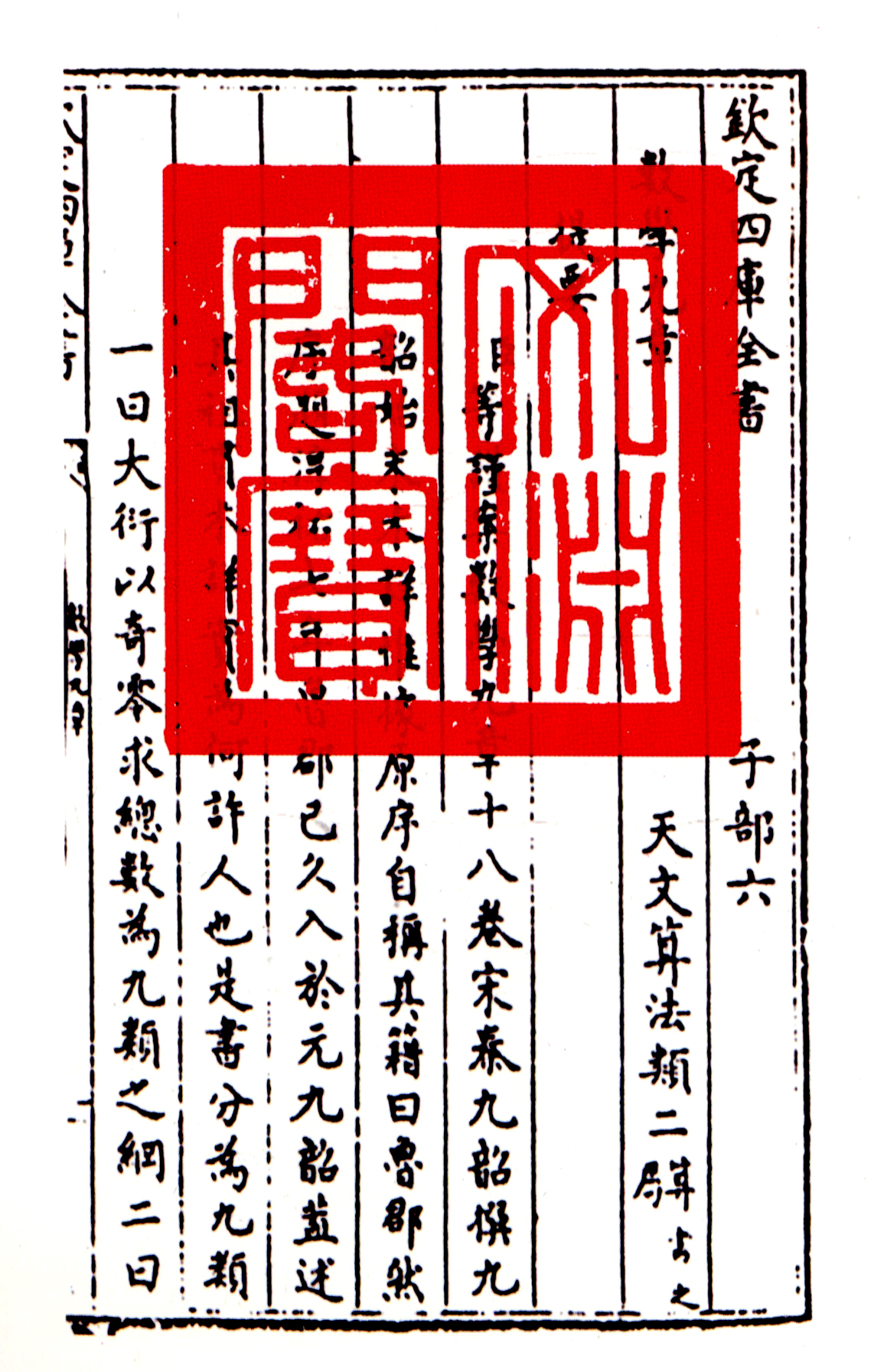
wiskundige verhandeling in negen secties in de Siku Quanshu.

De wiskundige verhandeling in negen secties (Vereenvoudigd: 數書九章, Traditioneel: 数书九章, Pinyin: Shùshū Jiǔzhāng, Wade-Giles: Shushu Chiuchang) is een wiskundige tekst die in het jaar 1247 tijdens de Chinese Zuidelijke Song-dynastie is geschreven door de wiskundige Qin Jiushao.
Het boek bestaat uit negen hoofdstukken:
1. Da Yan type (onbepaalde vergelijkingen);
2. Hemelse fenomenen
3. Oppervlakte van land en velden
4. Landmeting
5. Belasting
6. Opslag van granen
7. Bouwen van huizen
8. Militaire zaken
9. Prijs en Rente.

Elk hoofdstuk bevat negen problemen, een totaal van 81 problemen.
Behalve de allereerste beschrijving van de Chinese reststelling en het voorzien in een constructief bewijs voor deze stelling, onderzoekt de verhandeling ook:
- Onbepaalde vergelijkingen
- De "Lin Long methode", 570 jaar voor de methode van Horner;
- Oppervlakten van vormen en
- Lineaire simultane vergelijkingen

Zoals veel traditionele Chinese wiskundige werken, weerspiegelt de tekst de interesse van een Confuciaanse ambtenaar met de meer praktische wiskundige problemen, zoals kalendrische, mensurale en fiscale problemen.
De tekst bestond in 1247 in manuscript-vorm; de verhandeling werd in 1421 opgenomen in de Yongle-Encyclopedie; in 1787 werd het boek verzameld in Siku Quanshu, in 1842 verscheen er een in blokdruk gedrukte uitgave. De 19e-eeuwse Britse protestantse Christelijke missionaris Alexander Wylie was in zijn artikel Jottings on the Sciences of Chinese Mathematics (Gedachten over de wetenschappen van de Chinese wiskunde), gepubliceerd in de North China Herald, 1852, de eerste persoon die de Wiskundige verhandeling in negen secties in het Westen introduceerde. De Belgische sinoloog Ulrich Libbrecht publiceerde in 1971 zijn doctoraal proefschrift, Chinese wiskunde in de dertiende eeuw, wat hem een cum laude graad aan de Universiteit van Leiden opleverde.